# Hermann Jastrow
Hermann Jastrow (* 29. Oktober 1849 in Nakel, Posen; † 4. Januar 1916) war ein deutscher Jurist, Geheimer Justizrat und Richter mit Wirkungsort Berlin.

## Familie
Jastrow war des Sohn des jüdischen Getreidehändlers Salomon Jastrow. Der Nationalökonom und Historiker Ignaz Jastrow war sein Bruder.
Jastrow erzielte einen Abschluss an der Universität Berlin, lebte und arbeitete in Berlin. 1873 erhielt er eine Gerichtspraktikantenstelle, 1879 wurde er Richter erster Instanz und 1891 Bezirksrichter, später war er Geheimrat.

## Veröffentlichungen
- Rechtsgrundsätze der Entscheidungen des Kammergerichts: in Sachen der nichtstreitgen Gerichtsbarkeit: (1879–1888). Guttentag, 1889, 419 Seiten
- Rechtsgrundsätze der Entscheidungen des Kammergerichts in Sachen der nichtstreitigen Gerichtsbarkeit: Neue Folge (1888–1891): Systematisch geordnet und hsgg. von Hermann Jastrow. J. Guttentag, 1892, 130 Seiten
- Handbuch für amtsrichterliche Geschäfte, zum praktischen Gebrauche für Richter und Rechtsanwälte, bearbeitet von Hermann Jastrow .... O. Liebmann, 1893, 602 Seiten
- Das Recht der Frau nach dem Bürgerlichen Gesetzbuch: dargestellt für die Frauen. Otto Liebmann, 1897, 213 Seiten, Digitalisat
- Formularbuch und Notariatsrecht: t. Formularbuch. J. Guttentag, 1910
- Deutsch-preußisches Notariatsrecht. Walter de Gruyter GmbH & Co KG, 2018, 570 Seiten.
- Die Gesetze des Reiches und Preußens über die freiwillige Gerichtsbarkeit. Walter de Gruyter GmbH & Co KG, 2020, 427 Seiten.